# Saint-Pierre-de-Méaroz
Saint-Pierre-de-Méaroz település Franciaországban, Isère megyében. Lakosainak száma 105 fő (2022. január 1.). Saint-Pierre-de-Méaroz Ponsonnas, Saint-Jean-d’Hérans, Saint-Laurent-en-Beaumont, La Salle-en-Beaumont és Châtel-en-Trièves községekkel határos.

## Népesség
A település népessége az elmúlt években az alábbi módon változott:
| Lakosok száma | 86   | 82   | 110  | 131  | 135  | 132  | 126  | 116  | 112  | 105  |
|               | 1968 | 1982 | 1990 | 2006 | 2013 | 2015 | 2017 | 2019 | 2020 | 2022 |